# حديقة عفيف آباد التأريخية
حديقة عفيف آباد أو كما يُطلَق عليها اسم (كلشن) هي حديقة تأريخية وواحدةٌ من أقدم وأجمل الحدائق الإيرانية الكلاسيكية ومثالٌ باهرٌ وبارزٌ من الآثار الساحرة المتبقيّة من العهدين الصفوي والقاجاري  باعتبارها مكاناً مشيّداً بغاية الفخامة مشتملاً على حديقة إيرانيةٍ وقصرٍ ملكيٍّ تأريخي مهيبٍ تمّ تحويله إلى متحفٍ رائعٍ، وتُعتبَر هذه الحديقة من أهم معالم مدينة شيراز التأريخية.

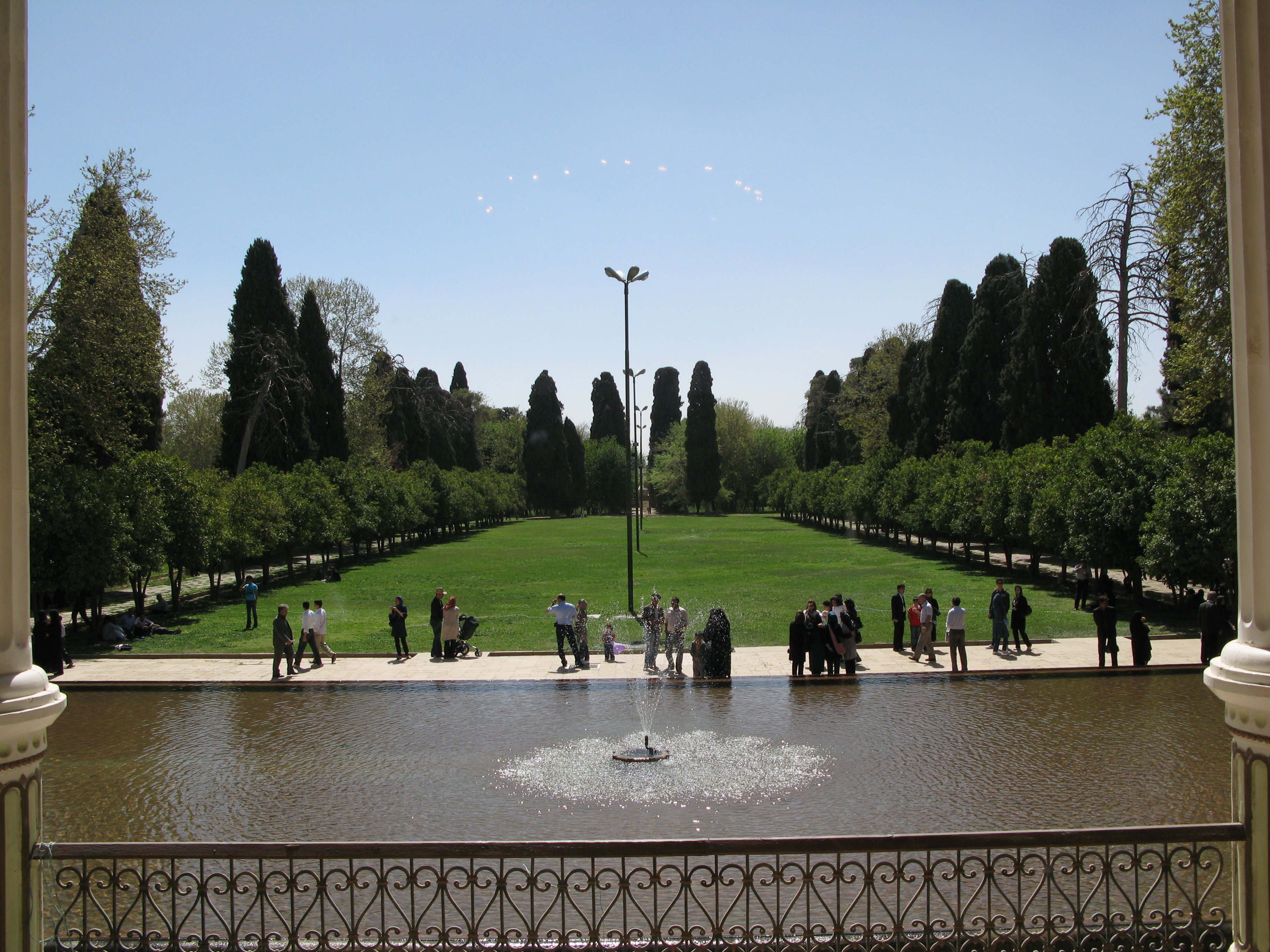
حديقة عفيف آباد التأريخية

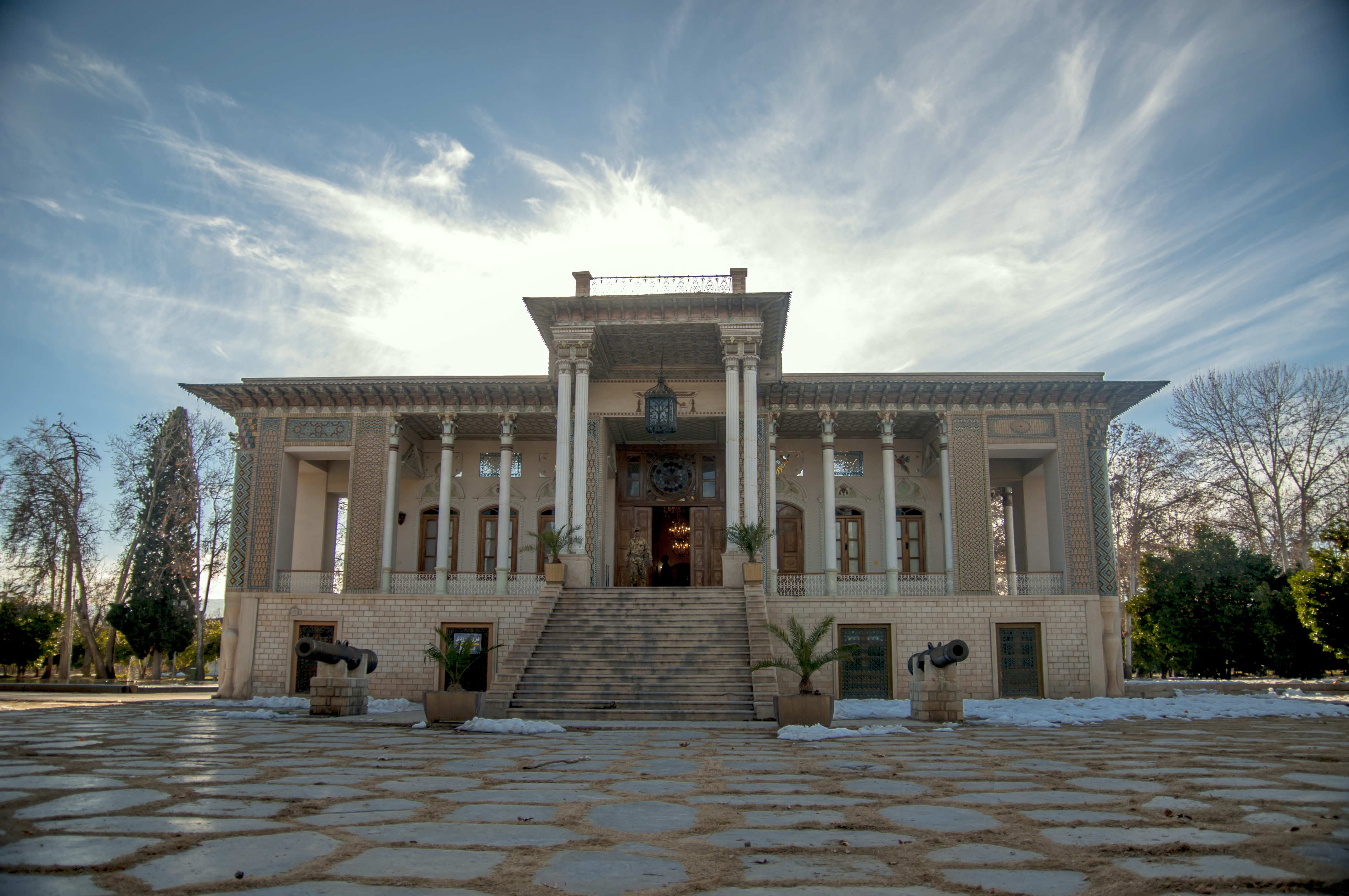
القصر الملكي التأريخي من العهد القاجاري والموجود داخل الحديقة

## الموقع
توجد حديقة عفيف آباد غرب مدينة شيراز في محافظة فارس فهي تقع في شارع عفيف آباد أي جنوب منطقة قصر الدشت.

## التأريخ
هذه الحديقة في الواقع كانت فسيحةً ومنعشةً للغاية أمر ببناءها الملك الصفوي لتكن منتجعاً فاخراً للاستراحة، بعد ظهور السلسلة القاجارية تمّ شراءها من قبل أحد أكابر المدينة وهو (ميرزا علي محمد خان قوام الملك الثاني) وهو قام بتطويرها مضيفاً اليها عمارةً جميلةً ومزخرفةً بذروة الفن الإيراني، ظلّت بنفس الحال حتى توفّي (ميرزا علي محمد خان) وورثته بنت أخيه المسمّاة بـ (عفيفه خانم) وهي من قامت بتحسيناتٍ واسعة النطاق في المجموعة وأدّى ذلك إلى أن يتغيّر اسمها وتصبح عفيف آباد.

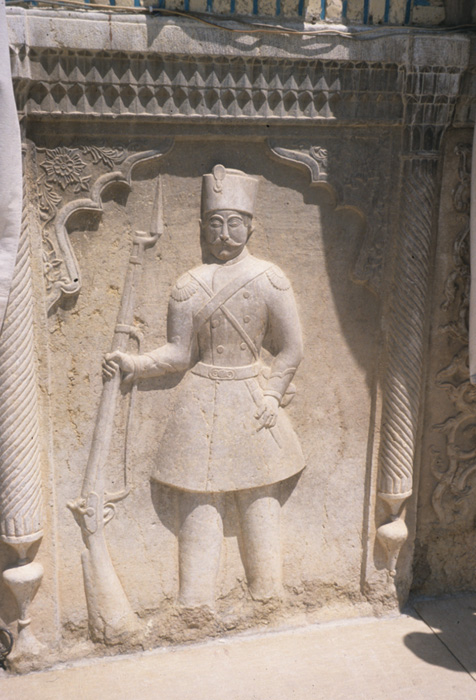
منحوتة لجندي قاجاري على أحد جدران القصر

## العِمارَة
إن حديقة متحف عفيف آباد تلفّق في عمارتها تلفيقاً مبهراً بين الفنون الصفوية والزخارف المعمارية الأخمينية والساسانية والقاجارية، المدخل الأصليّ يقع في الزاوية الشمالية مع الأعمدة الجصّية الأربعة الواقعة على جانبيه والتي تستمدّ تزئيناتها من أعمدة تخت جمشيد (برسبوليس)، يرشدكم المدخل إلى دهليزٍ تمّت زخرفة سقفه بنقشٍ رائعٍ عن مراسم التتويج المخصّص (للملوك الساسانيين)، فور الخروج من الدهليز يمكن رؤية حديقة فسيحة ومنعشة للغاية تكثر فيها أشجارٌ عاليةٌ متنوعة تم تزيينها بنافوراتٌ لطيفةٌ تزيد من جمالها فضلاً عن حوض ماءٍ كبيرٍ تضفي برودة الهواء وروعة المكان مثلما تربط بين مدخل الحديقة والسلالم الحجرية المنتهية بمدخل العمارة.
كما وان عمارة متحف عفيف اباد، حیث الفنون الإيرانية العريقة والنفائس التأريخية، والذي يوجد فيها قصر ملكيٍّ مهيبٍ ذو طابقين يتوسّط الحديقة ويُعَد بناؤه من الآثار التأريخية والجمالية حيث كان مكان نزول ونزهة الملوك الصفوية. وتمّ تشييده على يد (ميرزا علي محمد خان) باعتباره أحد أروع التحف المتبقية من العهد القاجاري، حيث ان واجهته تتربّع عليها زخارف القاشاني المزيّنة بنقوشٍ جميلة مأخوذة من العهد الساساني، كما  ويوجد إيوانٌ في الجهة الشمالية يُعتبَر مدخل القصر وإستمدّ الهامة في البناء من النمط الأخميني حيث تمّ تزويده بمبنى مرتفعٍ له أعمدةٌ تتزيّن بأعمال التجصيص الرائعة فضلاً عن النقوش التي تزيّن سقفه، أما الإيوان الجنوبي فهو بنفس الجمال والإيوان الشرقي يتمتع بالفخامة ايضاً.
اما الأنحاء الداخلية للقصر، فهي تتكوّن من طابقين:
- الطابق الأول: أي الطابق السفلي والذي تحَوّل إلى متحفٍ عسكريٍّ ويحوي بداخله نافورة مشيّدة ونوافذ مشبّكة ملوّنة وسلالم ثلاثة يمكن من خلالها الوصول إلى الطابق التالي. والمُتحف العسكري هذا يعتبر أحد أكبر وأروع المتاحف الموجودة في منطقة الشرق الأوسط. متزامناً مع عام 1962 الميلادي تمّ شراء العمارة من قبل الجيش الإيراني إذ تعرّضت للتطوير وتعمل الآن كمتحفٍ عسكريٍّ يعرض للسائح مجموعةً متنوّعة ومدهشة من الأسلحة الإيرانية الساخنة منها أو الباردة والآلية منها أو نصف الآلية، ومن أهمّ نفائسه التأريخية هي الأسلحة الخاصّة بالملوك القاجاريين أو الأسلحة الخاصّة بمقاتلي (حركة جنگل) والرشّاشة الخاصّة ب(رئيسعلي دلواري) من أكبر الأبطال الإيرانيين.
- الطابق الثاني: وهو الذي يقع فيه المُتحف ويُدعى متحف عبرت أي العبرة، وذلك بسبب الغرف الملكية العديدة التي بقيت هنا ومازالت محافظة على ترتيبها الأصلي بنفس الاثاث ونفس الديكورات، منها غرفة المؤتمرات وغرفة المعيشة وغرفة الدراسة وغرفة خلع الملابس والكازينوهات، إلى جانب تزئيناته المذهلة، على سبيل المثال هناك صالةٌ مهيبةٌ تتوسّط الغرف وتشتهر بجدرانها المزخرفة بأعمال التجصيص والمقرنصات الأنيقة وسقفها الذي يجذب انظاركم بنقوشها المشتملة على الزهور والورود وصور المراسيم الملكية مثل مراسيم الصيد والولائم.[2]

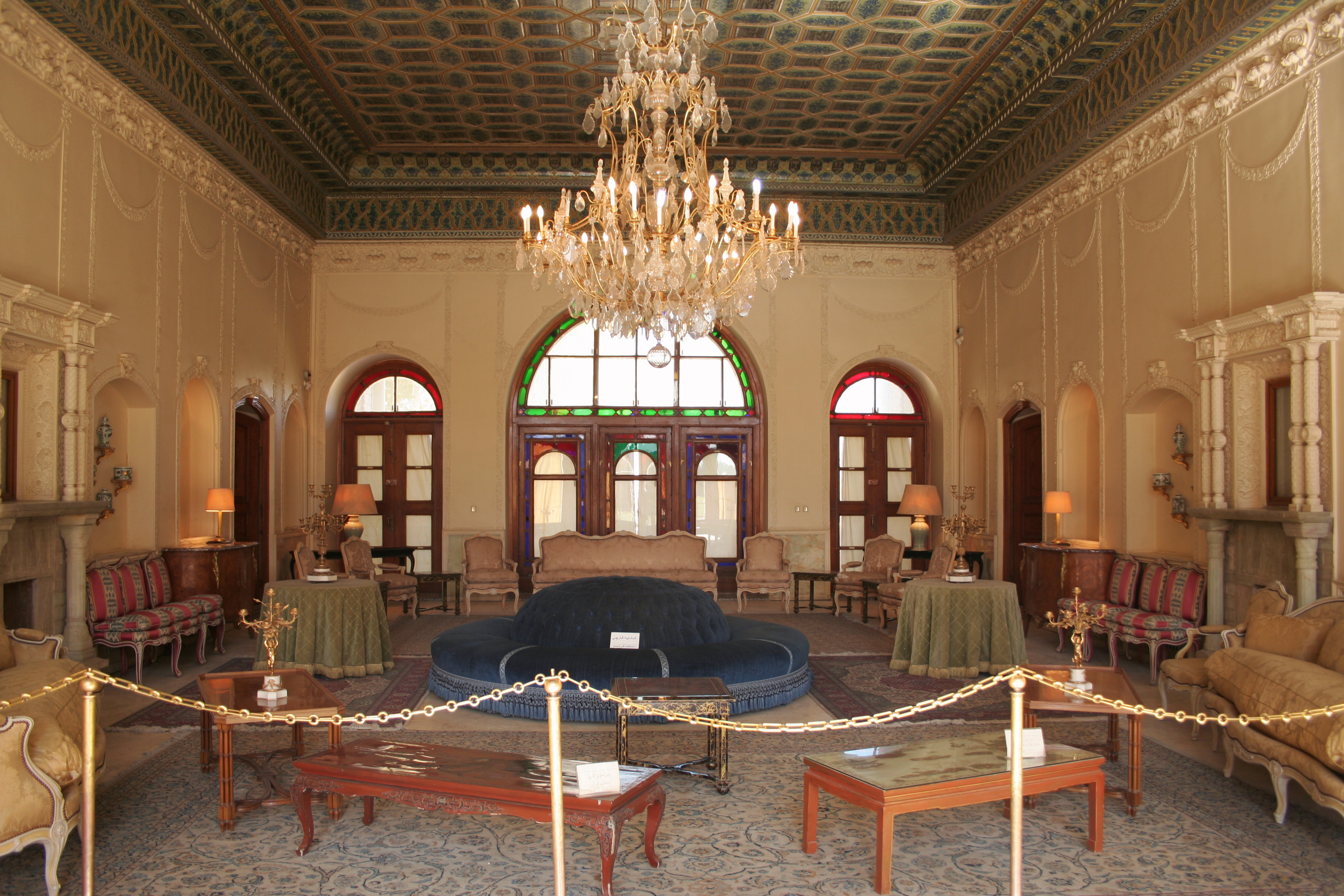
قاعة القصر الملكي

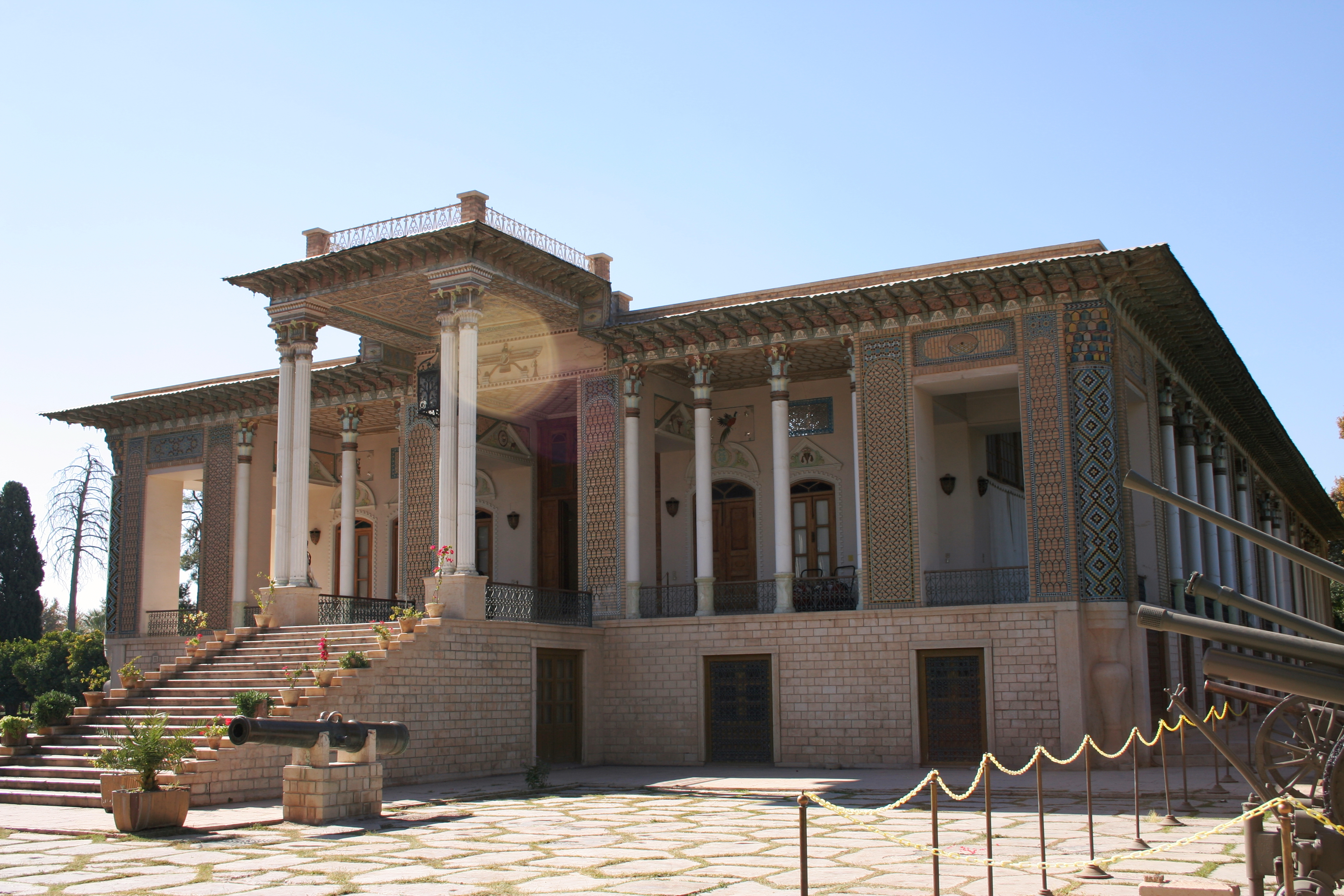
منظر للقصر الملكي التأريخي

## معرض الصور

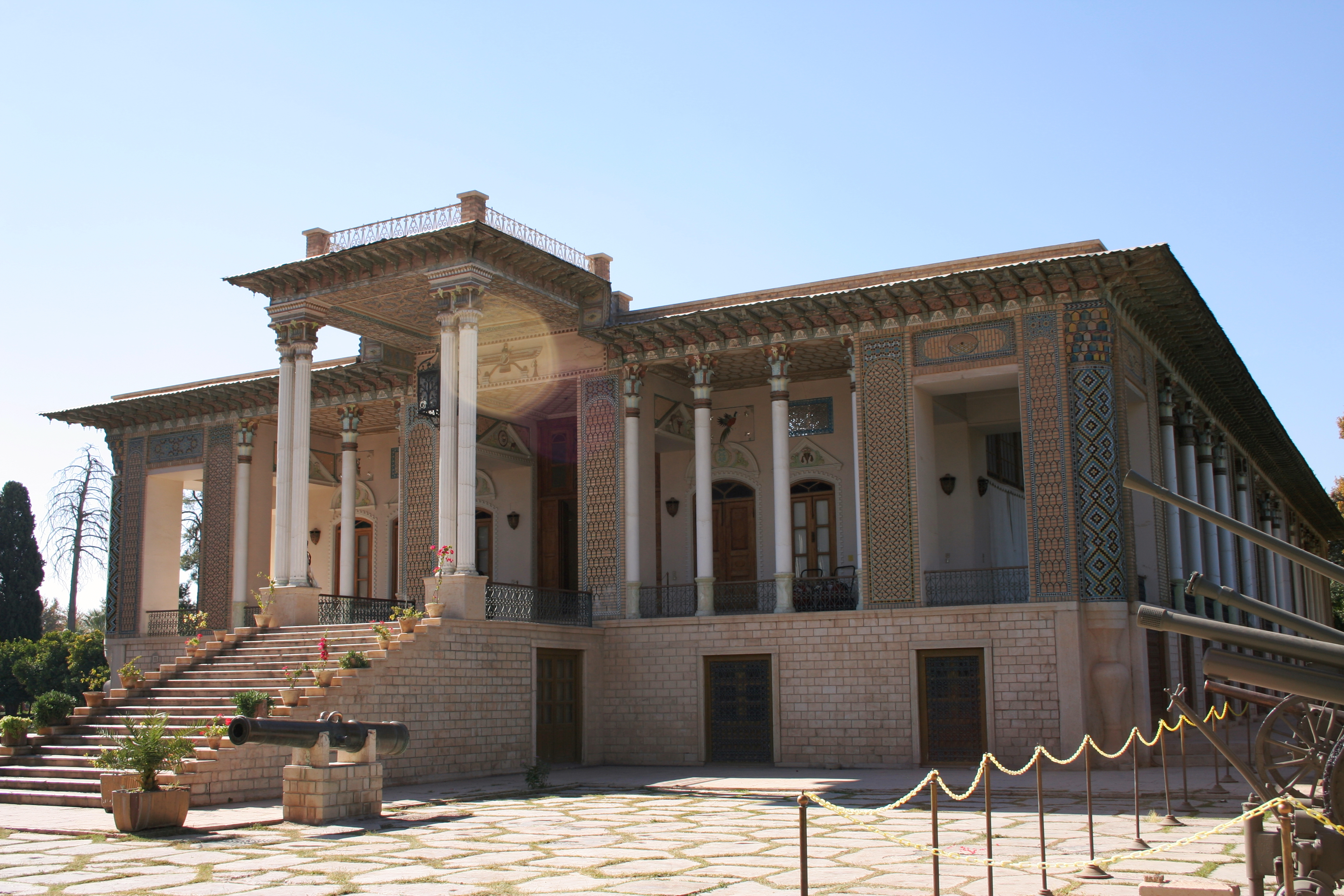
منظر للقصر
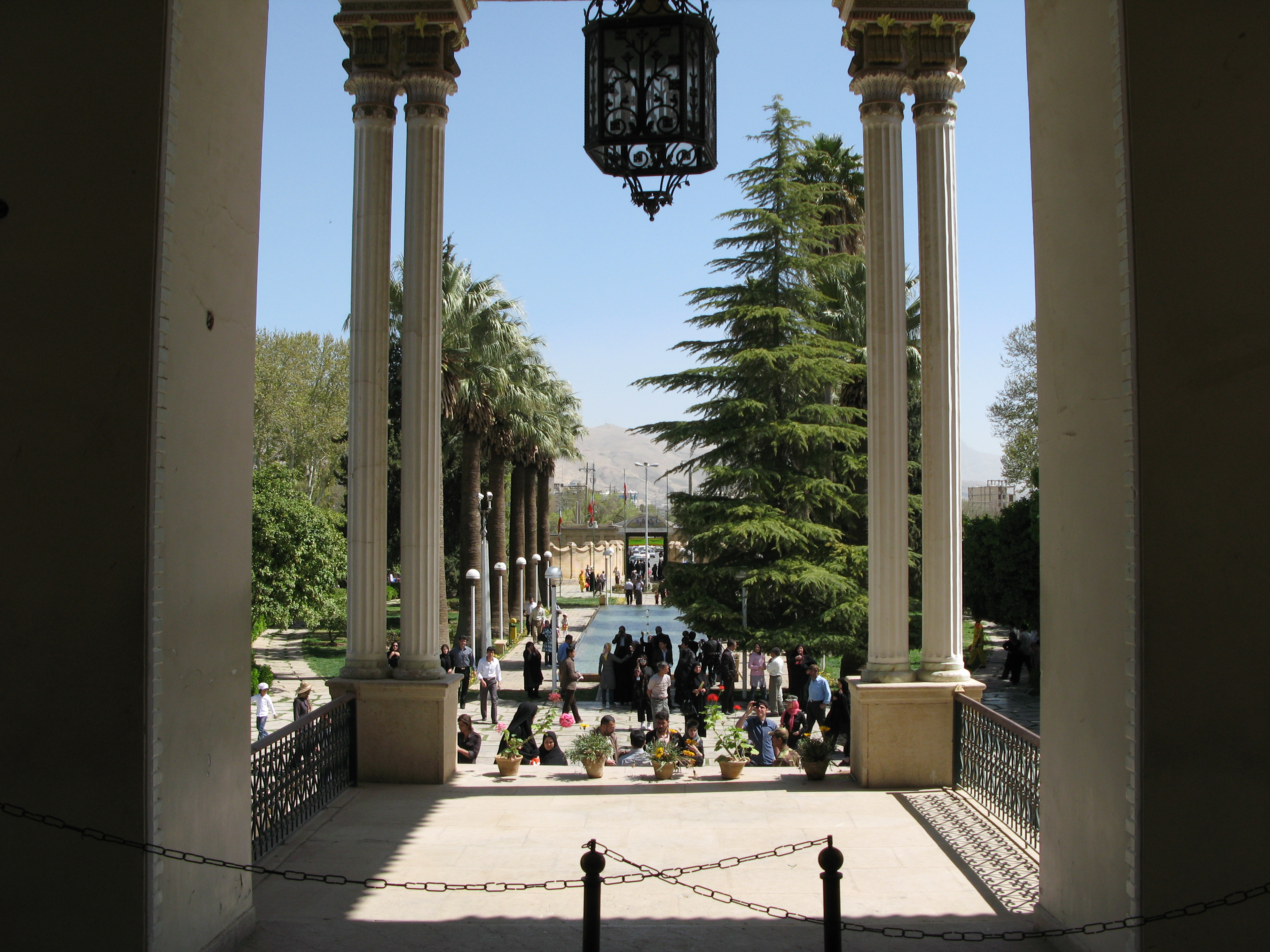
منظر من المدخل
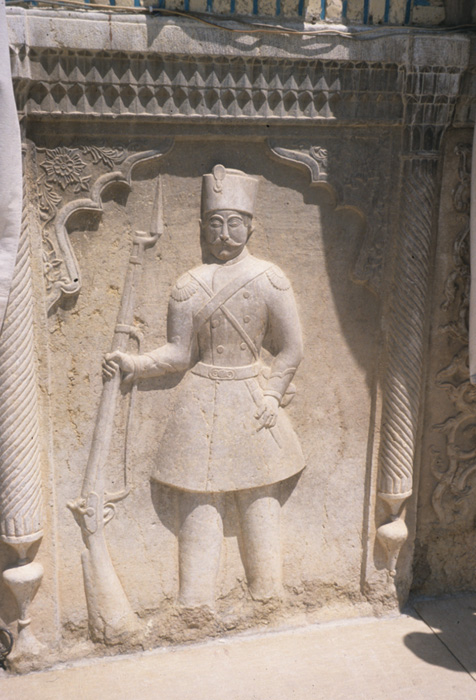
منحوتة لجندي قاجاري على احد جدران القصر
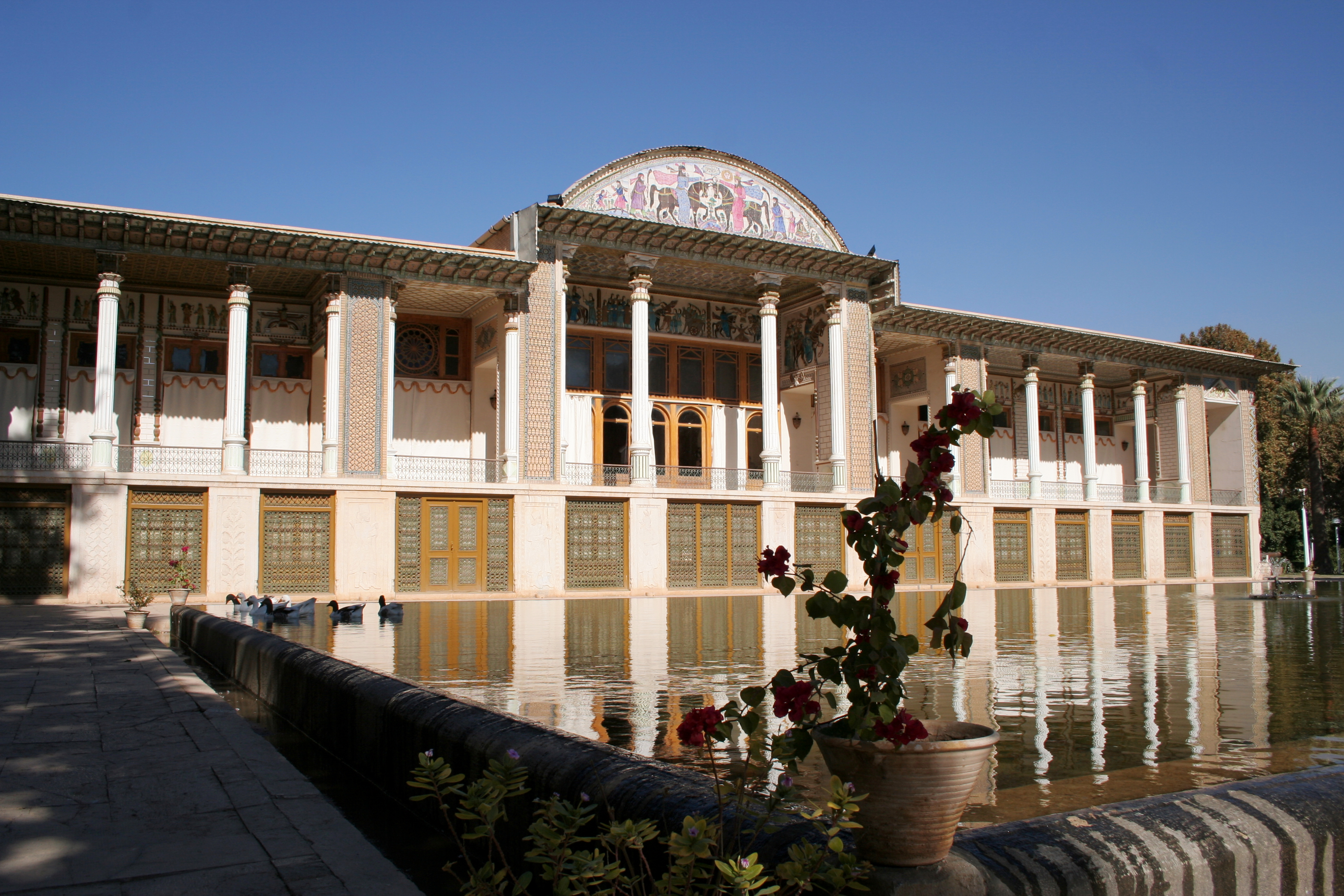
منظر للحديقة والقصر
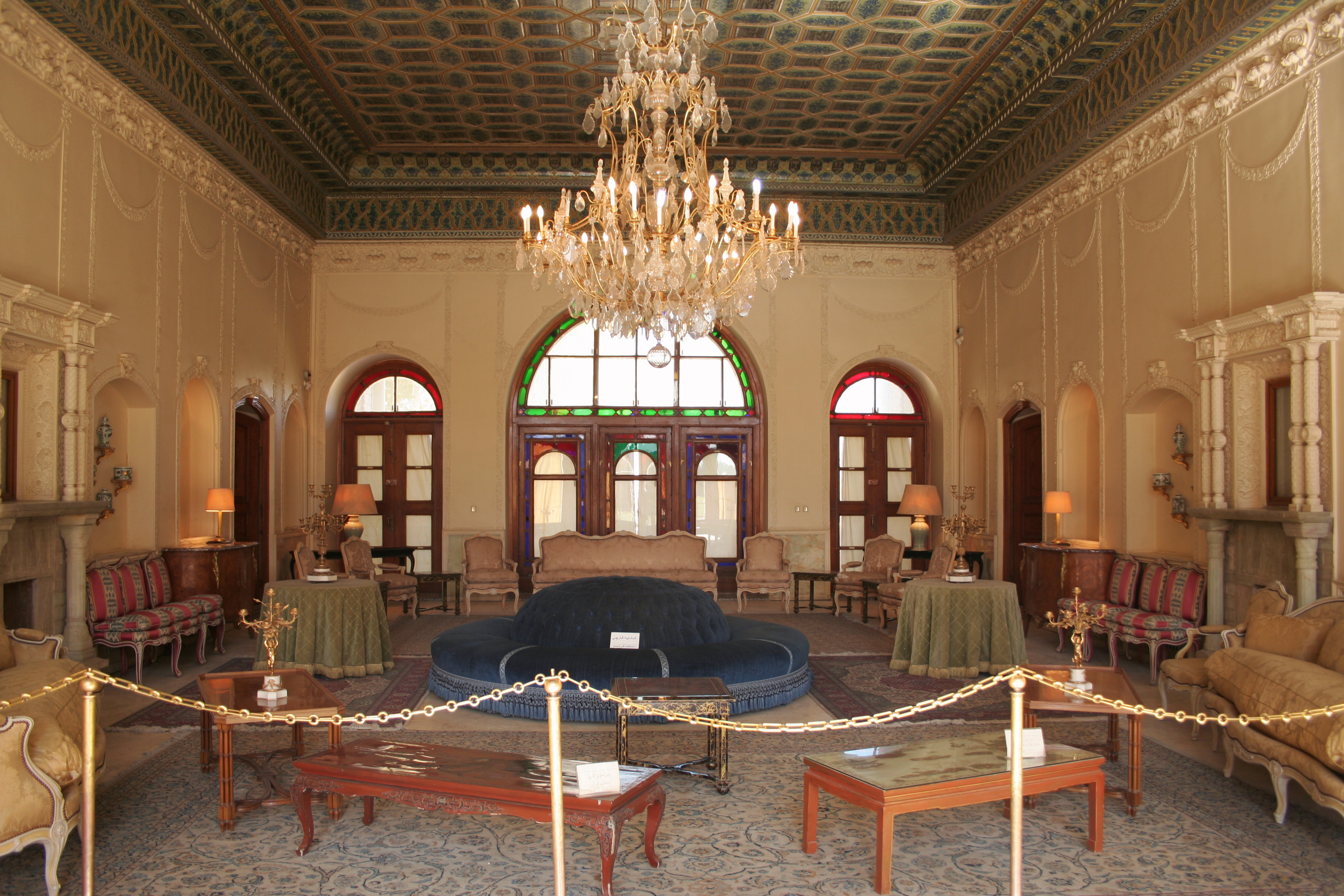
قاعة القصر

## طالع ايضاً
- الحديقة الوطنية للنباتات في إيران
- حديقة الدلافين
- حديقة الشعب
- حديقة الماء والنار
- الحياة البرية في إيران
- حديقة نارجستان قوام